# Panzerzug Reduta Ordona
Der Panzerzug Reduta Ordona war ein improvisierter polnischer Panzerzug aus der Zeit des Polnisch-Ukrainischen Krieges von 1919 und des Polnisch-Sowjetischen Krieges von 1920.

## Geschichte
Der Panzerzug Reduta Ordona wurde im August 1920 zusammengestellt und erhielt die Nummer 17 vom vorher erneuerten Panzerzug Rzepicha. Damit lief er unter der Bezeichnung Pociąg Pancerny 17 Reduta Ordona (kurz P.P. 17, deutsch: Panzerzug 17).

## Technische Daten

### Lokomotive
Als Lokomotive wurde die Dampflokomotive der Baureihe kkStB 73 mit der Betriebsnummer 73.26 der Wiener Neustädter Lokomotivfabrik (Werksnummer WrN 3007/1885) verwendet, die nach dem Ende des Ersten Weltkrieges an das polnische Verkehrsministerium abgegeben wurde. Nachdem die PKP das Schienennetz übernommen hatte, erhielt die Lokomotive die Betriebsnummer Tp15-13. Diese Dampflokomotive wurde vorher beim Panzerzug Lis-Kula eingesetzt.

### Artilleriewagen
Der Panzerzug Reduta Ordona verfügte über zwei zweiachsige Artilleriewagen mit je einer österreichischen 8-cm-Feldkanone. Diese Kanonen waren auf einer Räderlafette an einer Stirnseite des Wagens untergebracht. Um einen Schutz Beschuss zu haben, wurden die Seiten mit Holzbalken und Sandsäcken verstärkt. Zusätzlich wurde ein Dach aus Holz auf die Wände aufgebaut.

### Maschinengewehrwagen
Mindestens zwei Maschinengewehrwagen waren im Panzerzug Reduta Ordona vorhanden. Diese waren mit fünf russischen Maxim-Maschinengewehren und vier deutschen Bergmann-Maschinengewehren ausgerüstet. Die Maschinengewehrwagen waren ehemalige zweiachsige Güterwagen und wurden mithilfe von Holz und Sandsäcken im inneren gepanzert. Auf dem Dach befand sich ein kleiner Beobachtungsstand in einem Drehbaren Turm.

### Abstoßwagen
An beiden Enden des Zuges befanden sich jeweils ein zweiachsiger Flachwagen, welche als Abstoßwagen dienten. Sie dienten dazu, den Panzerzug vor Minen oder Entgleisung zu schützen und Gefahren vor den wichtigen Wagen zu beseitigen. Zusätzlich dienten sie zum Transport von Material wie Schienen, Bahnschwellen, Fahrrädern oder sonstigem Material.

## Einsatz
Nach der Indienststellung wurde der Panzerzug der 6. polnischen Armee unterstellt. Am 11. September 1920 wurde der Panzerzug, zusammen mit anderen, zusammengezogen und für eine Offensive vorbereitet. Der polnische Plan für die am 20. September 1920 eingeleitete Schlacht am Njemen war einfach, aber erfolgreich. Piłsudski entfaltete seine Truppen, während die Rote Armee noch dabei war, ihre Kräfte wiederherzustellen. Während er mit seiner Infanterie das feindliche Zentrum angriff, gelang es seiner Kavallerie, die Russen an ihren Flanken zu überflügeln. Dabei leisteten die Panzerzüge Unterstützung mit Artillerie- oder Maschinengewehrfeuer.
Am 10. Dezember 1920 wurde der Panzerzug Reduta Ordona wieder aufgelöst und außer Dienst genommen.

## Zugbesatzung
- Panzerzugkommandant Hauptmann Włodzimierz Matzner[3]
- Artillerieoffizier Leutnant Apolinary Arnstein[3]
- Maschinengewehr-Offizier Leutnant Ferdynand Bobinski[3]
- Sturmtruppführer Leutnant Edmund Wąsowski[3]
- Sanitätsoffizier Kadett Ludwik Korsak[3]
- Erster Besatzungsoffizier Leutnant Zygmunt Kiźniewicz[3]
- Zweiter Besatzungsoffizier Leutnant Ludwik Polny[3]